# 3D食人蛛
《蜘蛛戰紀》（英語：Spiders 3D）是一部2013年上映的美國3D科幻驚悚電影，由提柏·塔卡克斯執導。

## 劇情
俄羅斯太空空間站失事墜落地球，殘片墜毀在紐約市地鐵系統內。大量民眾被疏散，地鐵局主管傑森·柯爾和其妻衛生局驗屍官瑞秋負責處理此事。傑森在地鐵通道發現了一些怪事，後來軍方更全面封鎖該地區，稱爆發了病毒。但軍方其實是想拿空間站遺骸內的蜘蛛作秘密實驗，更試圖對公眾掩蓋事實，為滅口知情的傑森夫婦而以不實罪名通緝他們。同時，變異的大蜘蛛也開始不受控制，逐漸向市中心擴散…...

## 演員
- 帕特里克·馬爾登（英语：Patrick Muldoon） 飾 傑森·柯爾
- 克莉絲塔·坎貝爾（英语：Christa Campbell） 飾 瑞秋·柯爾
- 威廉·荷蒲（英语：William Hope (actor)） 飾 Jenkins上校
- 彼德·李-威爾森（英语：Pete Lee-Wilson） 飾 Darnoff博士
- 席德妮·史威尼 飾 艾蜜莉

## 製作
導演提柏·塔卡克斯於受訪時表示在製作本片時，不少靈感皆源自於像《柯洛弗檔案》這樣的電影。
本片於保加利亞攝製。蜘蛛主要是以電腦動畫創造的，另外塔卡克斯也用一個3英呎長的蜘蛛爪道具拍攝了一些鏡頭。在設計方面，塔卡克斯不希望讓這些蜘蛛看起來像是地球上的蜘蛛，他表示「我希望這些是變異的蜘蛛、外星蜘蛛， 他們也是拙劣科學實驗的受害者」。

## 外部連結
- 互联网电影数据库（IMDb）上《蜘蛛戰紀》的资料（英文）
- 爛番茄上《蜘蛛戰紀》的資料（英文）
- 时光网上《蜘蛛戰紀》的資料（简体中文）
- 開眼電影網上《蜘蛛戰紀》的資料（繁體中文）